# Ганев, Валентин
Валентин Атанасов Ганев (род. 7 апреля 1956) — болгарский актёр, снимается в российских и американских фильмах. Наиболее известен по роли начальника тюрьмы Маркова в серии фильмов «Неоспоримый», а также по одной из главных ролей в фильме «Заброшенный дом».

## Биография
Валентин Ганев родился 7 апреля 1956 года в городе Русе, Болгария. Актёрскому мастерству учился в Москве, окончил Всероссийский государственный институт кинематографии имени С. А. Герасимова (ВГИК) (мастерская Сергея Бондарчука). Среди его однокурсников — Ия Нинидзе, Владимир Басов-мл., Дмитрий Матвеев, Вероника Изотова, Александр Денисенко, Тамара Акулова, Галина Сулима.
Дебютировал в 1981 году в советском фильме «Шляпа». С середины 2000-х стал сниматься в американских фильмах.
С 1996 года также является частью труппы Национального театра Ивана Вазова, где осуществляет постановки и в качестве режиссёра.

## Избранная фильмография
- 1981 Шляпа
- 1997 Дон Кихот возвращается — актёр
- 1999 Восток — Запад — Володя Петров
- 2001 Друиды
- 2003 В аду — Болт
- 2004 Спартак — Марк Сервиус
- 2005 Икона — Владимир Тёмкин
- 2005 Патриархат (сериал) — русский поэт-акмеист
- 2006 Неоспоримый 2 — начальник Марков
- 2006 Ганнибал: Легендарный полководец — Луций Эмилий Павел
- 2006 Заброшенный дом — Андрей Мишарин / Коля Кайдановский
- 2006 Турецкий гамбит — офицер
- 2007 Гнездо жаворонка — Командир
- 2009 Опасная гастроль —
- 2009 Ниндзя — Юрий Климитов
- 2009 Четвёртый вид — Резидент
- 2010 Неоспоримый 3 — начальник Марков
- 2010 Путь домой — охранник
- 2010 J'étais à Nüremberg — судья Лоуренс
- 2012 Гринго — Логан, начальник полиции
- 2015 Приключения викингов — Друид
- 2017 Неоспоримый 4 — начальник Марков